# 文宝亭文宝
文宝亭 文宝（ぶんぽうてい ぶんぽう、明和5年（1768年） - 文政12年3月22日（1829年4月25日）は、江戸時代中期の書家・狂歌師・戯作者。江戸元飯田町の茶問屋・亀屋の主で、本名は今井久右衛門（亀屋久右衛門）。他に食山人、文宝堂散木と号した。

## 来歴
亀屋は万治年間より続くという老舗の茶問屋で、久右衛門は亀屋の婿養子として相続した。亀屋「栄寿軒」は元飯田町坂上に店を構え宇治茶や茶菓子を取り扱った。
大田南畝（蜀山人）に狂歌と書を学ぶ。南畝の手跡を似せることに極めて長じ、南畝もこれを認め公然と代作させていた。その書を求める者も文宝亭の筆の速さを好み、偽作と知ってもなお文宝亭に依頼したという。著作としては南畝の随筆を抄出・編纂した『南畝莠言』の他、狂歌・狂詩・狂文集『千紅万紫』『万紫千紅』を代撰・代作している。一方で狂歌に見るべき作はなく、文化年間に少々の草双紙を出したが作品名も伝わっていない。
文政年間になると家業が傾いたため、元飯田町の店舗を親族に売り渡して下谷三筋町に転居し、名も久助と改める。文政6年（1823年）南畝が没。文政11年（1828年）頃には剃髪し、また大田家より蜀山人の号を譲り受けて自ら蜀山人（2代目）を号し、書の展覧会を興行するなどしたが、文政12年（1829年）春に傷寒を患い死去した。
襲名程なく没したのは南畝の偽作を行ったがためだとも噂されたというが、曲亭馬琴はその人柄を「素より是好人物にて」と評価している。